# Vicke-Schorler-Rolle

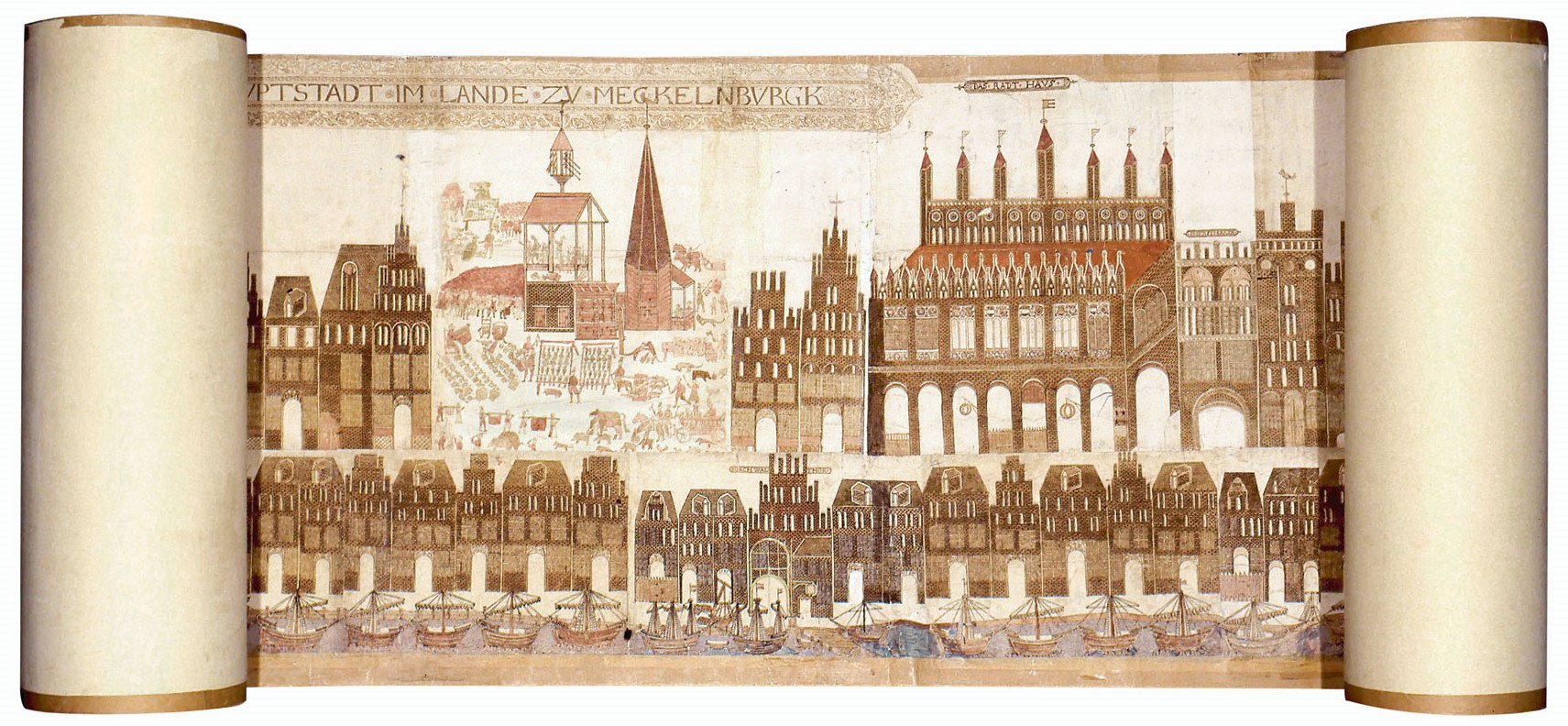
Vicke-Schorler-Rolle im Stadtarchiv Rostock (Zustand vor 2012)

Die Vicke-Schorler-Rolle ist eine 19 Meter breite bildliche Darstellung der „See- und Hansestadt Rostock“ im 16. Jahrhundert. Benannt ist sie nach ihrem Urheber Vicke Schorler, der 1578–1586 die öffentlichen, sakralen und privaten Bauwerke sowie das Leben in der Stadt und in einigen Gemeinden außerhalb des Mauerrings zeichnerisch erfasste. Seit dem Ankauf durch den Rat der Stadt 1792 wird die kolorierte Federzeichnung im Stadtarchiv Rostock aufbewahrt. Die Hanse- und Universitätsstadt Rostock zählt die Bildrolle zu ihren bedeutendsten kulturhistorischen Dokumenten.

## Urheberschaft
Die Bildrolle selbst gibt Auskunft über ihren Urheber und den Zeitraum ihrer Entstehung.
Die Eingangsnotiz lautet:
ANNO ◦ DOMINI ◦ 1 ◦ 5 ◦ 78 ◦ AM ◦ TAGE ◦ SANCT ◦ IOHANNIS ◦ DES ◦ TEUFFERS ◦ HABE ◦ ICH ◦ VICKE ◦ SCHORLER ◦ DIS ◦ VOLGENDE ◦ WERCK ◦ ERSTLICH ◦ ANGEFANGEN ◦ ZW ◦ MACHENN ◦
Am Rollenende ist zu lesen:
ANNO ◦ DOMINI ◦ 1586 ◦ AM ◦ TAGE ◦ SANCT ◦ IOHANNIS ◦ DES ◦ TEUFFERS ◦ HABE ◦ ICH ◦ VICKE ◦ SCHORLER ◦ DIS ◦ VORGEHEMDE ◦ WERCK ◦ GANTZ ◦ UN ◦ GAR ◦ VOLLENBRACHT ◦
Demnach hat ein Mann namens Friedrich „Vicke“ (sprich: Fiecke) Schorler die Zeichnungen zwischen dem 24. Juni 1578 und dem 24. Juni 1586 erstellt. Über die Person ist trotz intensiver Forschung wenig bekannt, in den archivischen Quellen finden sich jedoch einige Lebensdaten. Daraus lässt sich folgern: 1589 erwarb Vicke Schorler das Bürgerrecht als Krämergeselle, machte sich selbständig und heiratete die Tochter eines Kürschners und Witwe eines Beutlers. Seine Ehefrau überschrieb ihm nach damaligem Recht das Erbe: ein Haus am Platz Am Schilde und später eines in der Blutstraße (heute Kröpeliner Straße). Da die selbständige Gewerbeausübung nur nach Aufnahme in eine Zunft (Handwerker) oder Kompanie (Händler) möglich war, muss Schorler 1589 Mitglied der Landfahrer-Krämer-Compagnie geworden sein. Womit er handelte und wie vermögend er war, ist nicht überliefert. Wenn er auch nicht zu den vornehmen Seiden-, Gewürz- und Eisenkrämern gehörte, seine Wahl zum Ältermann der Kompanie und seine Mitgliedschaft im Hundertmänner-Kollegium setzten ein gewisses Ansehen voraus.
Der letzte Eintrag in Schorlers 1583 begonnener Rostocker Chronik stammt vom Februar 1625. 1626 ist Vicke Schorler in den Steuerlisten als verstorben verzeichnet. Aus der Rückschau seines Lebens wird das Geburtsjahr mit (ca.) 1560 angenommen. Als er die Arbeit an der Bildrolle aufnahm, dürfte er also etwa 18 Jahre alt gewesen sein. Dass er sowohl den Anfang als auch das Ende auf den Johannistag legte, zeugt von stadtgeschichtlicher Kenntnis: Am 24. Juni 1218 bestätigte Fürst Heinrich Borwin I. das lübische Stadtrecht für Rostock.

## Kontext

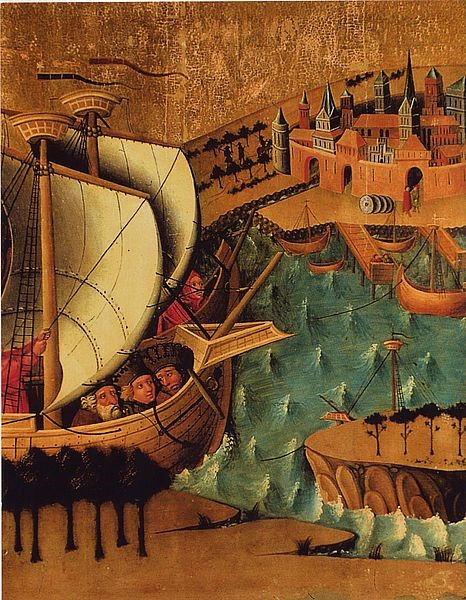
Meister des Rostocker Dreikönigsaltars: Heimkehr der Heiligen Drei Könige. Tafelbild, um 1440

Das gesamte Werk lässt erkennen, wie beeindruckt der junge Vicke Schorler von „seiner“ Stadt Rostock, deren gediegenen Backsteinbauten, dem geschäftigen Treiben auf den Plätzen, dem regen Schiffsverkehr im Hafen und dem akademischen Leben gewesen sein muss. Inspiriert, dies im Bilde festzuhalten, haben ihn möglicherweise zwei Tafelbilder in seiner unmittelbaren Nähe: Die um 1440 datierte Heimkehr der Heiligen Drei Könige vom Hochaltar der einstigen St.-Johannis-Klosterkirche und die Gründungslegende, das im 16. Jahrhundert entstandene, im 18. Jahrhundert allerdings stark übermalte Stiftungsbild des Klosters zum Heiligen Kreuz. Wie der Meister des Rostocker Dreikönigsaltars nimmt auch Schorler (zumindest in Teilen) einen erhöhten Standpunkt ein, wie der Maler des Stiftungsbildes gibt er die architektonischen Details gewissenhaft wieder.

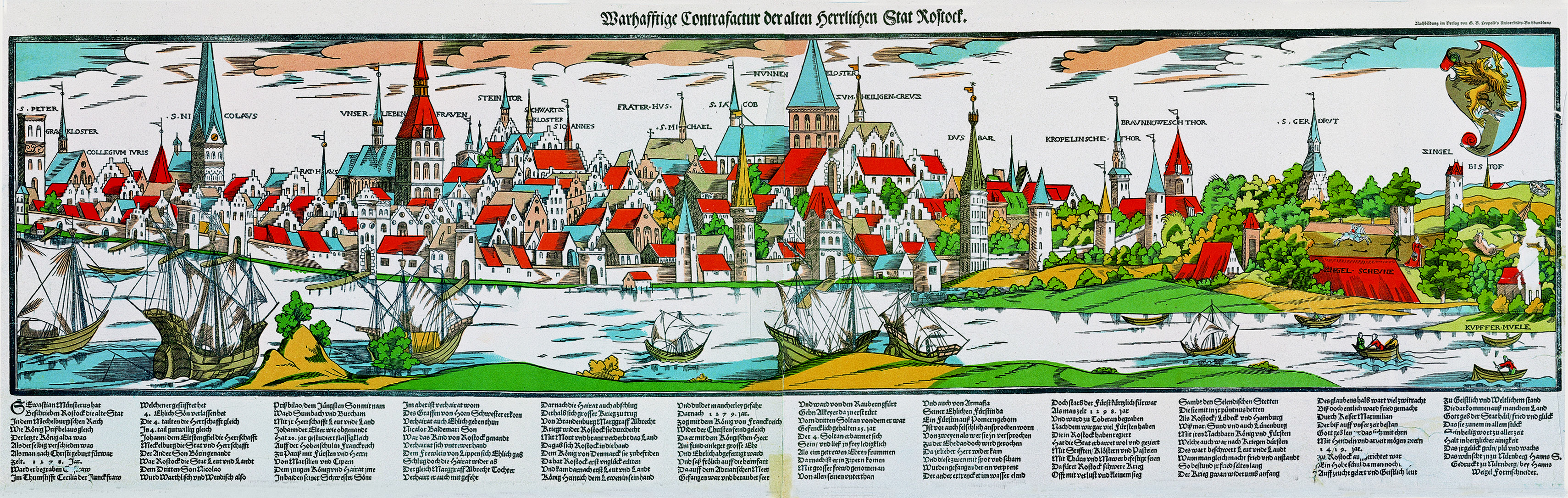
Hans Weigel: Warhafftige Contrafactur der alten Herrlichen Stat Rostock. Kolorierter Holzschnitt, um 1560 (Verse: Hans Sachs)

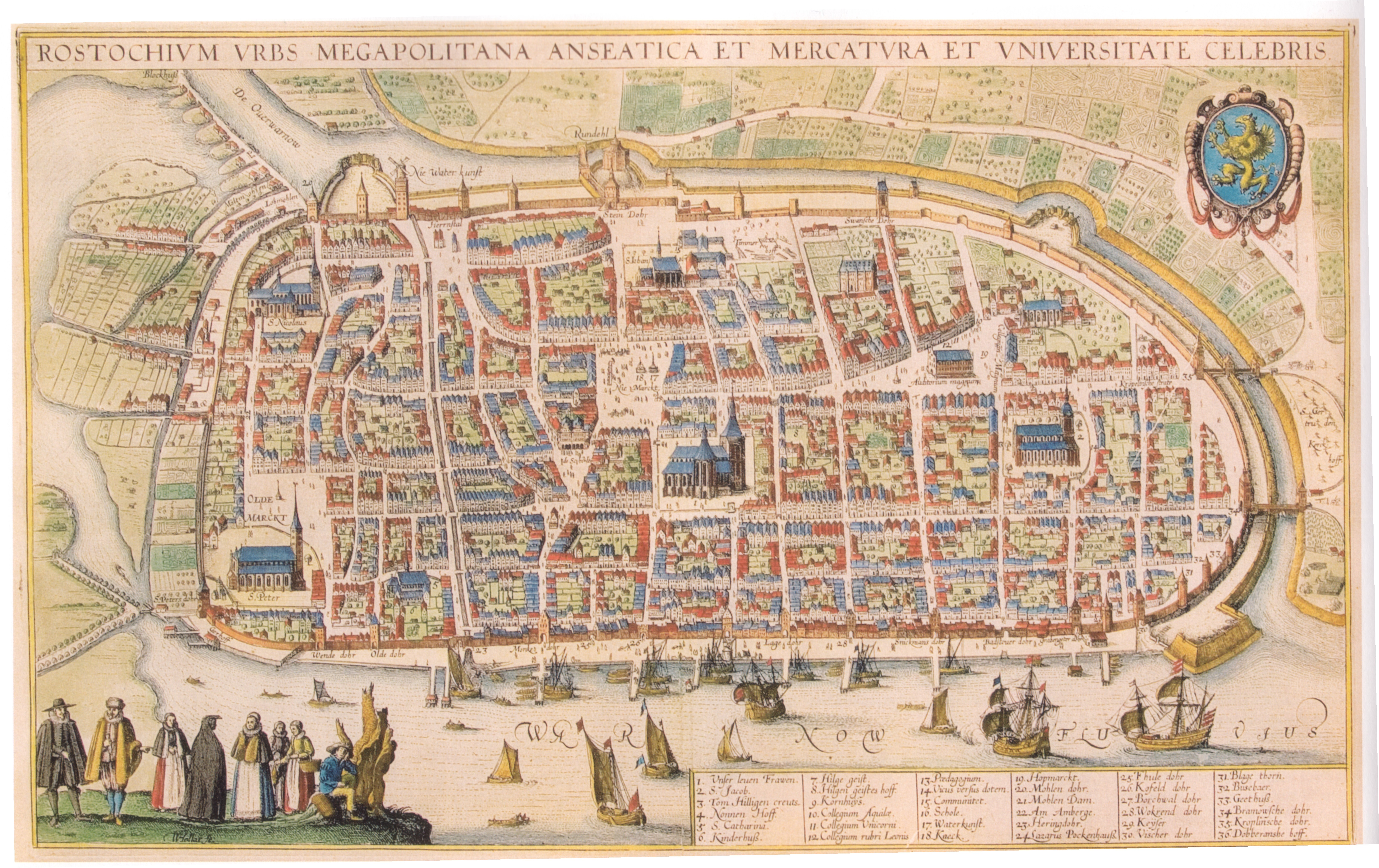
Wenzel Hollar: Rostock, Radierung, 1624/25

Wohl mehr als eine Anregung mag Schorler von einem zeitgenössischen Holzschnitt erfahren haben: Die mit gut 1 Meter Länge ebenfalls stattliche Warhafftige Contrafactur der alten Herrlichen Stat Rostock des in Nürnberg tätigen Formschneiders und Verlegers Hans Weigel erfreute sich weiter Verbreitung durch Buchhändler. In Rostock kamen Angehörige dieses Berufsstands von weither zum alljährlichen Pfingstmarkt. Als weiteres Bindeglied zu Vicke Schorler kann die Zugehörigkeit der Rostocker Buchhändler zur Landfahrer-Krämer-Brüderschaft gelten. Der Blick von Norden, dem Gehlsdorfer Ufer, über die Warnow auf die Stadtsilhouette entwickelte sich in der Folge zum Klassiker der Rostocker Stadtansichten. Als jüngere Beispiele seien nur der Kupferstich Prospect der Statt Rostock von Caspar Merian und die Radierung Rostock 1933. Zur Erinnerung an die 50-Jahrfeier des Vereins für Rostocks Altertümer von Alfred Mahlau genannt. Auffallend beim Prototyp ist die leicht erhöhte Position des Künstlers. Durch dieses Stilmittel kann der Betrachter die Details besser wahrnehmen (und vielleicht sogar sein eigenes Haus entdecken).
Gleiche Blickrichtung, anderer Blick: Wie heute noch in Touristenführern beliebt, verbindet die Radierung Rostochium Urbs Megapolitana Anseatica et Mercatura et Universitate Celebris von Wenzel Hollar einen Stadtplan mit einer Vogelschau genannten Aufsicht. Die Vorteile eines solchen Vogelschauplans: Einerseits können Bauwerke in Ansicht dargestellt, andererseits nicht nur die wichtigsten Sehenswürdigkeiten, sondern auch die Straßen und Plätze mit Namen versehen werden. In Teilen seiner Bildrolle hat Vicke Schorler dieses seit dem letzten Viertel des 15. Jahrhunderts beliebte Stilmittel ebenfalls angewendet.

## Werk

### Konzeption
Der Titel ist fein säuberlich mittig am oberen Bildrand angebracht:
WARHAFTIGE ◦ ABCONTRAFACTUR ◦ DER ◦ HOCHLOBLICHEN ◦ UND ◦ WEITBERUMTEN ◦ ALTEN ◦ SEE ◦ UND ◦ HENSESTADT ◦ ROSTOCK ◦ HEUPTSTADT ◦ IM ◦ LANDE ◦ ZU ◦ MECKELNBURGK ◦
Auffallend ist die Ähnlichkeit mit dem Bildtitel bei Weigel. Doch statt Contrafactur ist bei Schorler Abcontrafactur zu lesen. Dem ersten Begriff „Gegenentwurf“ steht nun also die „Abbildung“ gegenüber. Warhaftig würde man heute in „wahrheitsgemäß“ abändern. Heuptstadt ist selbstredend kein Irrtum Schorlers, damit verweist er stolz auf die erste Priorität der ca. 12.000–14.000 Einwohner zählenden Stadt im gesamten Herzogtum Mecklenburg.
Mehrere Fakten unterscheiden die Vicke-Schorler-Rolle von den bereits erwähnten Stadtansichten: Die Rolle misst enorme 1903 × 60 cm (zum Vergleich: Weigels Holzschnitt hat eine Breite von 109 cm). Ihr Urheber war weder Maler noch Zeichner, sondern Autodidakt und ein Laie auf dem Gebiet der Perspektivlehre. Er hegte keine gewinnbringenden Absichten, hatte keinen Auftraggeber und war bei der Ausführung ganz auf sich selbst gestellt. Die Reproduktion seines monumentalen Werks stand für Schorler wohl niemals zur Debatte.

### Realisierung (Kenntnisstand vor 2020)

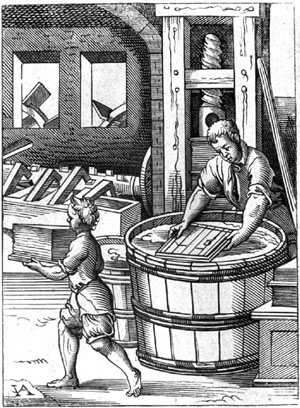
Papierherstellung im 16. Jahrhundert

Vicke Schorler hielt seine Zeichnungen auf damals üblichem Hadernpapier fest – das wegen seines Kanzleiformats (33 × 42 cm) auch Kanzleipapier genannt wird. Dass er, wohl aus Kostengründen, die Bögen nach und nach besorgte, belegen die unterschiedlichen Wasserzeichen: Stierkopf mit Stab oder Stierkopf mit Krone, Nasenring und Halsfell aus mecklenburgischen Papiermühlen sowie ein Lilienwappen mit der Inschrift MSAVOIS aus Savoyen. Als Zeichenstift diente ihm ein Federkiel oder eine Rohrfeder, als Tusche verwendete er eine Mischung aus Ruß und gebrannter Tonerde (gemahlenem Ton), als Bindemittel Honig oder Firnis. Koloriert hat Schorler seine sepiabraunen Zeichnungen mit Wasserfarben in Rot, Blau und Grün (heute teils verblasst, teils oxidiert). Nur die Personen, Tiere, Pflanzen u. ä. sind Freihandzeichnungen, die Bauwerke dagegen entstanden unter Zuhilfenahme von Lineal und Zirkel.
Für die Rolle fügte Schorler insgesamt 127 Blätter in zwei Reihen zusammen: oben 63 Bögen, unten 64 halbe Bögen. 1586 war er vermutlich nur noch mit dem Verkleben, dem Erstellen der Übergänge und der Inschriften, der Ausschmückung mit den drei Rostocker Wappen und vielleicht einigen Ausbesserungen beschäftigt. Die ersten Jahre verbrachte er wohl damit, einzelne Objekte zu skizzieren, vielleicht das Treiben auf den Plätzen und Märkten zu studieren oder sich im Zeichnen zu üben (oder er unterbrach die 1578 begonnene Arbeit aus persönlichen Gründen). Seine eigenen Eintragungen auf der Bildrolle dokumentieren die Ausführung der Zeichnungen von 1582 bis 1585.

### Komposition

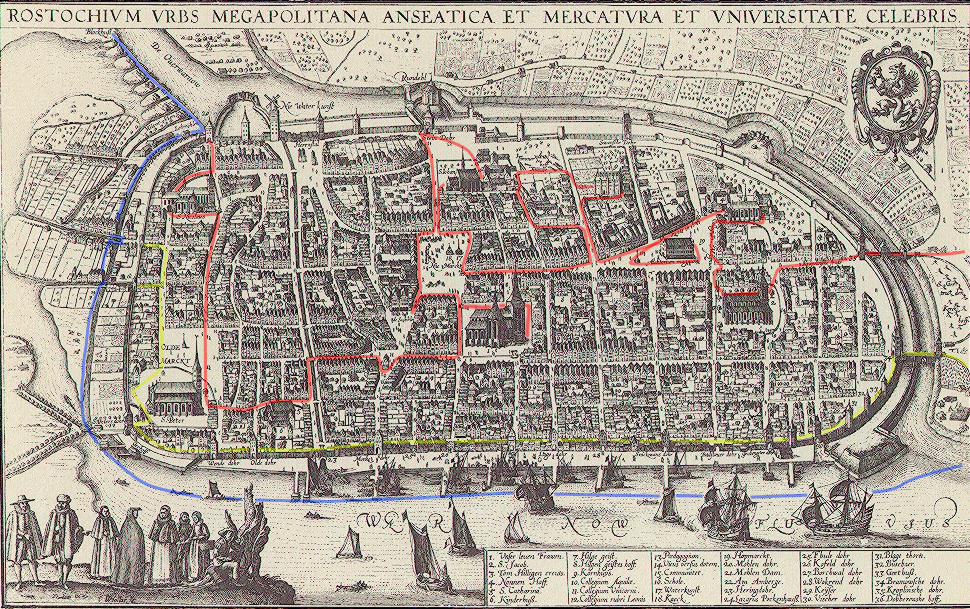
Die horizontalen Ebenen auf der Karte von Wenzel Hollar, nach Oscar Gehrig, 1939

Die augenfälligste Gliederung ist die Darstellung des Lebens intra muros und extra muros. Die ummauerte Stadt Rostock nimmt den mittleren, in seiner Breite etwa 14 Meter messenden Abschnitt ein. Die umliegenden Dörfer und Kleinstädte – Warnemünde, Lütten Klein, Groß Klein, Marienehe und Bramow auf der linken, Kessin, Schwaan, Güstrow, Bützow und einige andere auf der rechten Seite – flankieren die „Hauptstadt“ an den beiden äußeren Enden. Am unteren Bildrand verbindet ein Fluss, die Warnow, alle Gemeinden; sie ist damit als Lebensader der gesamten Region zu verstehen. Die Bauwerke der inneren Stadt ordnete Schorler schematisch in zwei Reihen übereinander an: Oben die markanteste Architektur wie öffentliche Gebäude, die vier Parochialkirchen, die Haupt-Stadttore, Universitätsbauten und Bürgerhäuser mit prachtvollen Giebeln, sowie Szenen städtischen Lebens. Darunter zieht sich die Stadtmauer mit ihren Türmen von links ins Bild – und geht dann über in eine Reihe recht gleichförmiger Giebelbauten. Am „östlichen“ Mühlentor endet die Reihe wieder als Mauerring.
Mit dieser Bildkomposition verband der Krämer die klassische Rostock-Vedute mit einer summarischen Aufreihung der im Profil aufgenommenen Bauwerke. Und mehr noch: Er gab eine Blickrichtung von Norden vor, sah die gesamte Stadt jedoch von Süden nach Norden. Für die obere Reihe ging der Zeichner quasi in die Stadt hinein und bildete individuelle Straßenzüge in der Vielfalt ihrer Baulichkeiten ab. Dies steht im Gegensatz zu der schemenhaft wirkenden Stadtmauer-Gebäude-Abfolge im unteren Bereich. Der Abgleich mit dem Grundregister untermauert diesen Eindruck: Hier standen zwar vereinzelt Buden mit der Rückseite zur Mauer, Giebelhäuser befanden sich dort allerdings nicht. Die verschiedenen Haustypen dienten dem Zeichner wohl als Versatzstücke, um die Darstellung der Mauer in diesem Bereich nicht eintönig wirken zu lassen. Alle Gebäude sind wie auf einer Perlenschnur aufgereiht und der Betrachter nimmt einen immer gleichen Abstand zu ihnen ein. Es scheint, als gleite er in einem der abgebildeten Boote an der Stadtsilhouette vorbei.

### Motivauswahl

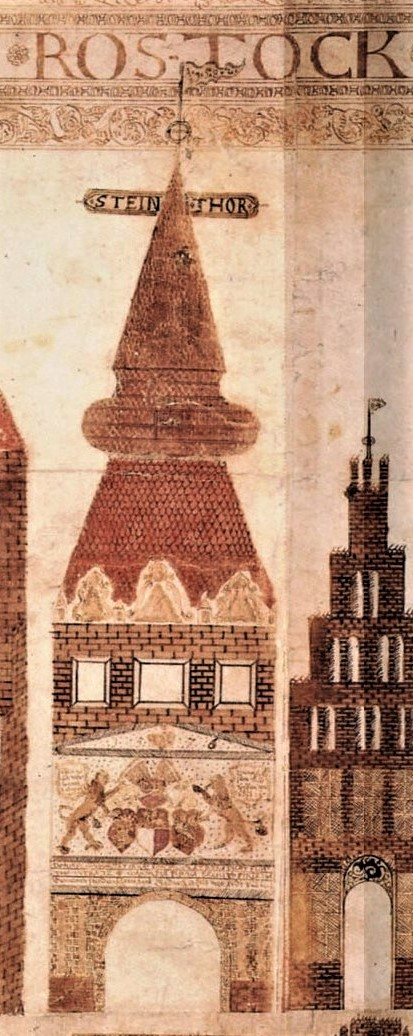
Steintor, gezeichnet 1582

Im Folgenden werden einige Gebäude und Gebäudeensembles einer intensiveren Betrachtung unterzogen. Grundsätzlich gilt für alle Aufrisse: Nicht jedes Detail entspricht exakt der Realität. So ist beispielsweise die Ädikula am Steintor überdimensioniert, um die Einzelheiten besser zu veranschaulichen. Bögen sind grundsätzlich Rundbögen, obwohl der gotische Spitzbogen sicherlich noch dominierte. Die Konstruktion mit dem Zirkel war wohl schlichtweg einfacher. Ungewöhnlich ist zudem die „Leserichtung“: Schorler zeichnete die einzelnen Bauwerke zwar seitenrichtig, ordnete sie jedoch in entgegengesetzter Reihenfolge an. Darüber hinaus steht die Vicke-Schorler-Rolle durchaus im Einklang mit zeitgenössischen Darstellungen.
Rathaus & Neuer Markt
Das Rathaus ist – als Wahrzeichen städtischer Autonomie – das imposanteste Bauwerk der Bildrolle. Vicke Schorler stellte es dreidimensional, mehrfarbig und besonders detailgetreu dar. Gut erkennbar sind der schmückende Kleeblattfries an der Schauwand sowie mecklenburgische und städtische Wappen, Bildnismedaillons und die Ornamentik am Vorbau. Im Laubengang steht die Sitzbank, von der aus die Richter ihre Urteile verkündeten. Bemerkenswert ist das Werbeplakat mit zwei Fechterpaaren und dem Veranstaltungshinweis: „Wer diese Riterliche Kunst wil Sehen Der Kome auf den Zimerhoff“.

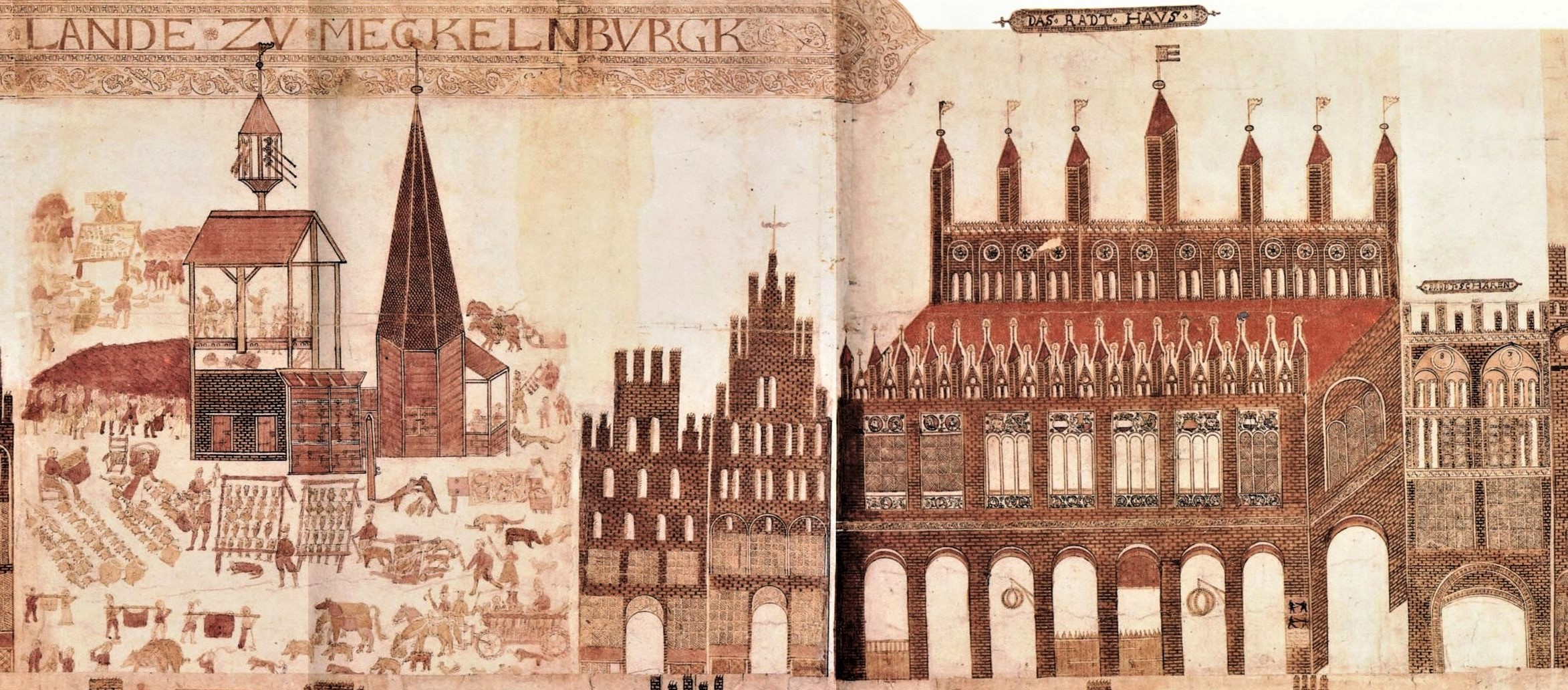
Rathaus und Neuer Markt, gezeichnet 1584

Die sieben Pfeilertürme auf der Schauwand und der feingliedrige Laubenvorbau hatten dem Neuen Markt erst Ende des 15. Jahrhunderts einen unverwechselbaren Charakter verliehen. Zwischen 1499 und 1515 war links (bei Schorler rechts) der Ratsstubenbau hinzugekommen, in dessen breitem Durchgang zur Altstadt die Brotscharren Platz fanden. Das Gebäude existiert seit dem Zweiten Weltkrieg nicht mehr. Das Rathaus wurde nach einem verheerenden Sturm 1718 baulich völlig neu gestaltet.
Auf dem Marktplatz spielte sich das öffentliche Leben ab. Hier verlas der Rat die neuen Verordnungen und Bestimmungen, hier boten Fernkaufleute und Handwerker, Gerber, Goldschmiede, Wollenweber und Landwirte ihre Waren zum Verkauf an. Schorler zeichnete Schweine, die auf den Markt getrieben werden, einen Knochenhauer beim Zerlegen geschlachteter Tiere, Gestelle mit trocknenden Fischen, aufgereihte Krüge und Kochgefäße (Grapen) u. v. m. Den mit etwa 5 Meter Durchmesser ziemlich großen Mittelstädter Born schützte ein hohes Dach vor Verunreinigung. Das Wasser floss aus höher gelegenen Teichen über hölzerne Rohrleitungen in den Brunnen und konnte dort geschöpft werden. In der Mitte des Marktes stand der Kaak oder Pranger, auf dem die Verurteilten bestraft oder zumindest öffentlich vorgeführt wurden. Bei Schorler haben sich zahlreiche Schaulustige eingefunden. Unter der Plattform befanden sich vermutlich Zellen zur vorübergehenden Verwahrung. Die aus der Dachlaterne herausragenden Schwerter und Ketten waren Zeichen der vollen städtischen Gerichtsbarkeit.
Universitätsgebäude
Schorler erlebte die 1419 mit päpstlicher Bewilligung gegründete Universität Rostock in einer Blütezeit. Mit dafür verantwortlich war der berühmte Gelehrte David Chyträus, der sich als Rektor (1563 bis zu seinem Tod 1600) große Verdienste um die Reorganisation und Modernisierung der Hochschule erwarb. Dazu zählte auch der unverzügliche Wiederaufbau des 1565 abgebrannten Kollegiengebäudes. Schorler hatte beim Zeichnen 1582 einen erst 15 Jahre alten Renaissancebau vor Augen – dreigeschossig und nur mit Zwerchgiebeln geschmückt. Das niedrigere Dach rechts deutet einen Seitenflügel an, der sich in Wirklichkeit auf der linken Seite befand. Nicht nachvollziehbar ist das Backsteinbraunrot der Fassade, war der Bau doch bereits zu dieser Zeit aufgrund seines weißen Anstrichs als Collegium album, Weißes Kolleg, bekannt. Über dem Torbogen thront Pallas Athene als Beschützerin der Wissenschaft. Das seitlich des Portals angebrachte Brett wurde wohl für Mitteilungen an die Studenten genutzt. 1865 musste das Weiße Kolleg dem Neubau des Hauptgebäudes weichen.
Das Lectorium verkörpert eine andere Epoche. Die Position inmitten des einstigen Marktes der Neustadt spricht für die geläufige Rathaus-Deutung. Der Platz hatte sich zwischen 1232 und 1252 gebildet und sicherlich auch ein Verwaltungsgebäude erhalten. Als sich 1265 die drei Stadtteile Altstadt, Mittelstadt und Neustadt zu einem Stadtganzen vereinten, bestimmte der Rat allerdings das mittelstädtische Rathaus zu seinem Standort. Seit 1419 im Besitz der Universität, wurde das Gebäude am Hopfenmarkt für Disputationen, Promotionen und Vorlesungen sowie zur Unterbringung von Lehrern und Studenten genutzt. Das gotische Backsteingiebelhaus hatte im 16. Jahrhundert bereits einige Veränderungen erfahren: Vorgesetzte Schildgiebel verdeckten das Satteldach, ein großes Fenster im Langbau sorgte für Licht im Auditorium magnum. In dem offenen, überdachten Anbau lagerten vermutlich Gerätschaften zur Bekämpfung von Bränden. Bei der Figur in der Bogennische handelt es sich um den Namensheiligen der Pfarrei, den Apostel Jakobus. Der festliche Studentenzug Schorlers verweist auf den Zweitnamen des Platzes: Lateinischer Markt.
Die umstehenden Regentien und Professorenhäuser prägten den Namen Forum Latinum. Regentien und Bursen waren Wohn-, Kost- und Studienhäuser der Studenten. Sie wurden ursprünglich von den Professoren eingerichtet, um 1500 dann von der Universität übernommen. Am Hopfenmarkt befanden sich fünf solcher Häuser: die Adlerburg mit elf Schlafkammern, das Neue Haus, das kleinere Theologenhaus, zur Zeit Schorlers das Wohnhaus von David Chyträus, die Einhorn genannte Behausung der Mediziner und der Rote Löwe mit Fenstern und damit Wohnräumen bis unter das Dach. Die Namen der Regentien verweisen auf den Einfluss der mittelalterlichen Kirche auf die Gründung der Universität: Adler, Einhorn und Löwe waren Attribute des Evangelisten Johannes, der heiligen Justina und des heiligen Markus. Im 16. Jahrhundert verfügte die Universität über bis zu elf Regentien.

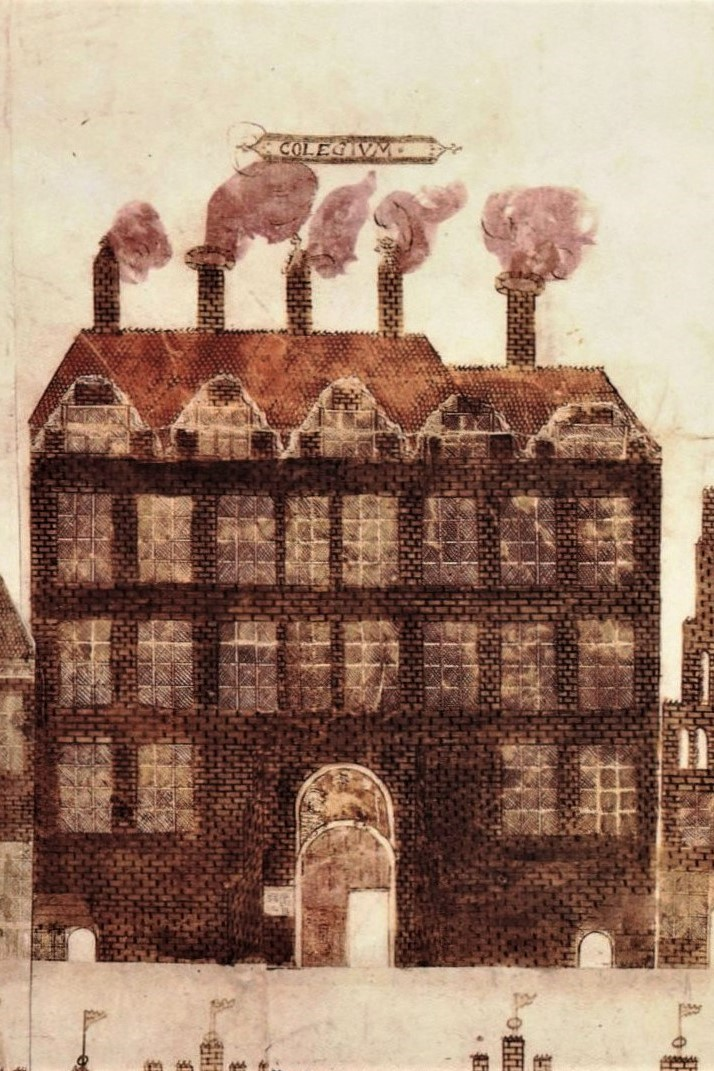
Kolleg, gezeichnet 1582/83
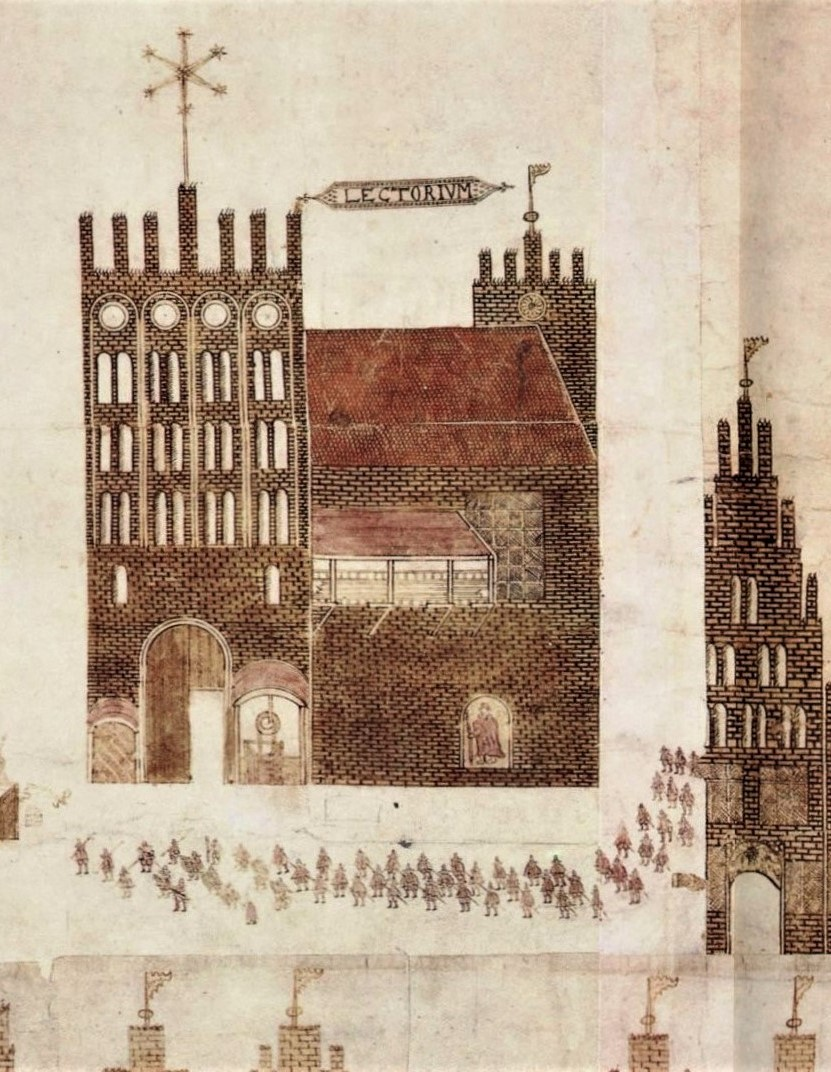
Lektorium, gezeichnet 1583/84
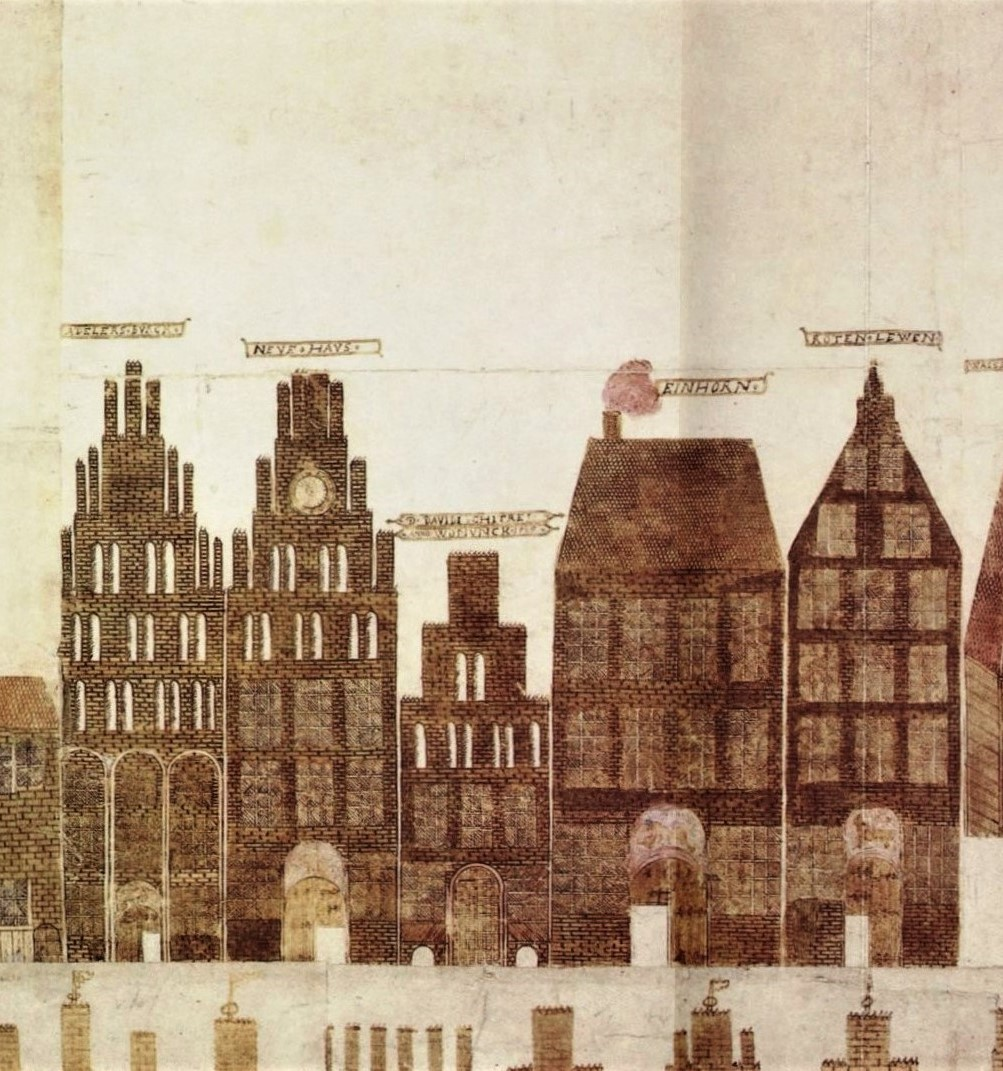
Regentien, gezeichnet 1584/85
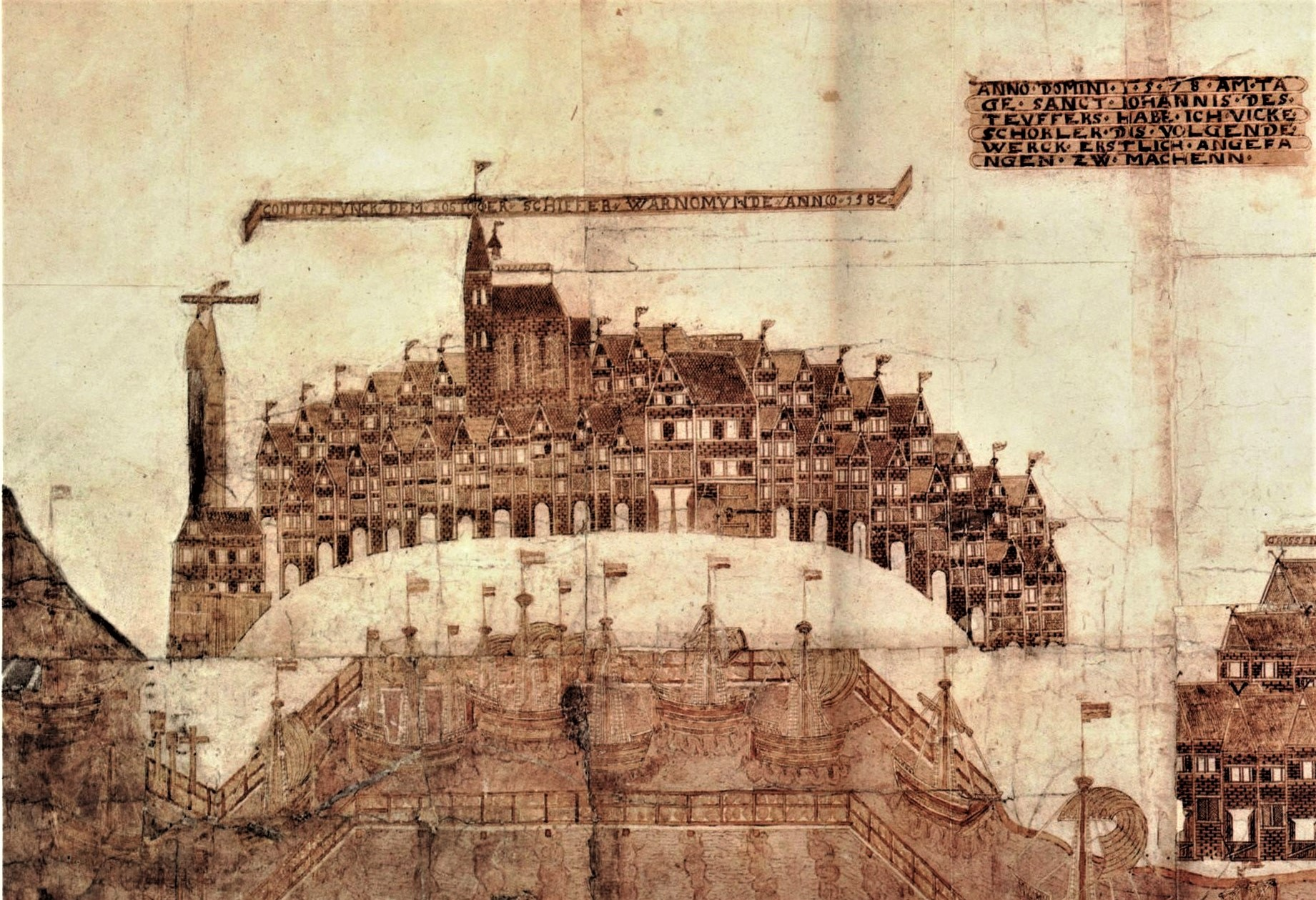
Warnemünde, gezeichnet 1582

Warnemünde
Warnemünde war im 16. Jahrhundert kein wohlhabender Küstenort, sondern ein Seehafen, mit dessen Erwerb sich die Rostocker bereits 1264 den Zugang zur Ostsee gesichert hatten. Dass Schorler das Städtchen als Schifflager bezeichnet, ist abwertend und geht auf den gerade erst zu Ende gegangenen Warnemünder Schifferstreit zurück. In der Auseinandersetzung um die Fischrechte hatte die Hansestadt gesiegt: Die Warnemünder Seeleute durften keine eigenen Schiffe mehr führen, wer Schifffahrt und Fischhandel betreiben wollte, musste nach Rostock umsiedeln.
Die Zeichnung zeigt zwei, auf der schmalen Dünennehrung eng gedrängte Häuserreihen mit einem größeren Gebäude, dem Sitz des städtischen Vogts. Dieser vertrat die Interessen des Rostocker Rats, sicherte die Abgaben und Dienstleistungen für die Stadt und war zugleich als Gastwirt tätig. Wie die Gemeindekirche ragt auch der Leuchtturm in die Höhe. Brannten die großen Wachskerzen im Feuerkorb, wies das bis zu 5 Kilometer weit sichtbare Leuchtfeuer den Seeleuten den Weg durch die fast ständig versandete Warnowmündung. Das häufige Ausheben muss ähnlich hohe Kosten verursacht haben wie das „Leichtern“ der großen Schiffe, d. h. das Umladen der Last auf flache Boote. Die Koggen der hansischen Kaufleute im Hafen zeigt die Zeichnung mit der Rostocker Tricolore oder dem Hansebanner beflaggt.

## Provenienz
Nach dem Abschluss der Arbeiten 1586 schweigen die Quellen fast zwei Jahrhunderte lang. Sicher werden Vicke Schorler und seine Nachfahren die Bildrolle in Ehren gehalten haben. Dass sie irgendwann in den Besitz der Familie Nettelbladt gelangte, ist nur durch den Verkauf an die Stadt Rostock bekannt. Die erste Spur findet sich 1760, als der Rostocker Bürgermeister Heinrich Nettelbladt ein Quellenverzeichnis zur Geschichte und Verfassung der Stadt veröffentlichte. 1781 bot dessen Sohn Johann Jacob dem Rostocker Rat die Rolle aus dem Nachlass seines Vaters zum Kauf an – ohne Erfolg. Erst die neuerliche Offerte von 1792 fruchtete: Für 150 Neue Zweidritteltaler (N⅔) erwarb die Stadt von ihm Manuskripte, Druckschriften und die monumentale Bildrolle. Seither befindet sich Schorlers Abcontrafactur im Stadtarchiv. Mit nur einer einzigen Unterbrechung: Nach den schweren britischen Luftangriffen im April 1942 erfolgte die Auslagerung fast aller Archivbestände. Die wertvollsten Archivalien lagerte man im unterirdischen Tresorraum einer Rostocker Bank. Zwischen 1945 und 1947 wurde auch die Vicke-Schorler-Rolle ins Stadtarchiv zurückgeführt.

## Restaurierungen
Ein Indiz für den schlechten Zustand der Bildrolle beim Ankauf 1792 ist die zeitgleiche Anweisung des Rats an die Archivare, „die Charte von der Stadt Rostock vor dem großen Brande mit einem Leinewand geschickt und behutsam unterfüttern zu lassen“. Was allerdings aus unerfindlichen Gründen nicht geschah. Auch, nachdem auf der Ratssitzung vom 11. August 1851 beschlossen worden war, die Rolle auf Schirting aufzuziehen, erfolgte nur eine Versteifung durch ziemlich schwachen, blauen Karton.
Erst im Bestreben, eine gedruckte Auflage als „repräsentatives Präsent für protokollarisch hochstehende Gelegenheiten“ anfertigen zu lassen, erfolgte die erste echte Restaurierung. Dazu beauftragte man Hugo Ibscher, einen auf Papyri spezialisierten Konservator und Restaurator. Er ließ 1937/38 den alten, brüchigen Karton ablösen, das Bild reinigen und auf biegsamen Karton aufziehen. 
Dass man einen säurehaltigen Pappträger verwendet hatte, der das historische Hadernpapier und die Zeichnungen zu beschädigen drohte, machte eine neuerliche Restaurierung notwendig. Diese wurde im Februar 2012 unter Beteiligung des CICS – Cologne Institute of Conservation Sciences der Technischen Hochschule Köln begonnen und durch den Lübecker Restaurator Boguslaw Radis fortgeführt. Um die Bildrolle für möglicherweise Jahrhunderte zu sichern, wurde sie in sieben Teile zerlegt. Das verhindert Oberflächenschäden durch das Ab- und Aufrollen, reduziert die Auswirkungen von Temperatur- und Feuchtigkeitsschwankungen und erleichtert die Archivierung. Fortan werden die Einzelteile plan gelagert. Die Maßangaben sind aktualisiert worden: 1937 hatte man zwecks Vorbereitung der Kopie einige Bildteile umgeklappt und Ränder abgeschnitten. Dadurch wurde die Bildrolle um insgesamt 25 cm auf 1868 cm gekürzt. An den Gesamtkosten von 81.000 Euro für Restaurierung und Konservierung beteiligten sich der Freundeskreis der Kulturstiftung der Länder und die Jahresköste der Kaufmannschaft zu Rostock e. V. mit 35.000 Euro resp. 15.000 Euro.

## Bedeutung und Rezeption

### Rekonstruktionsgrundlage

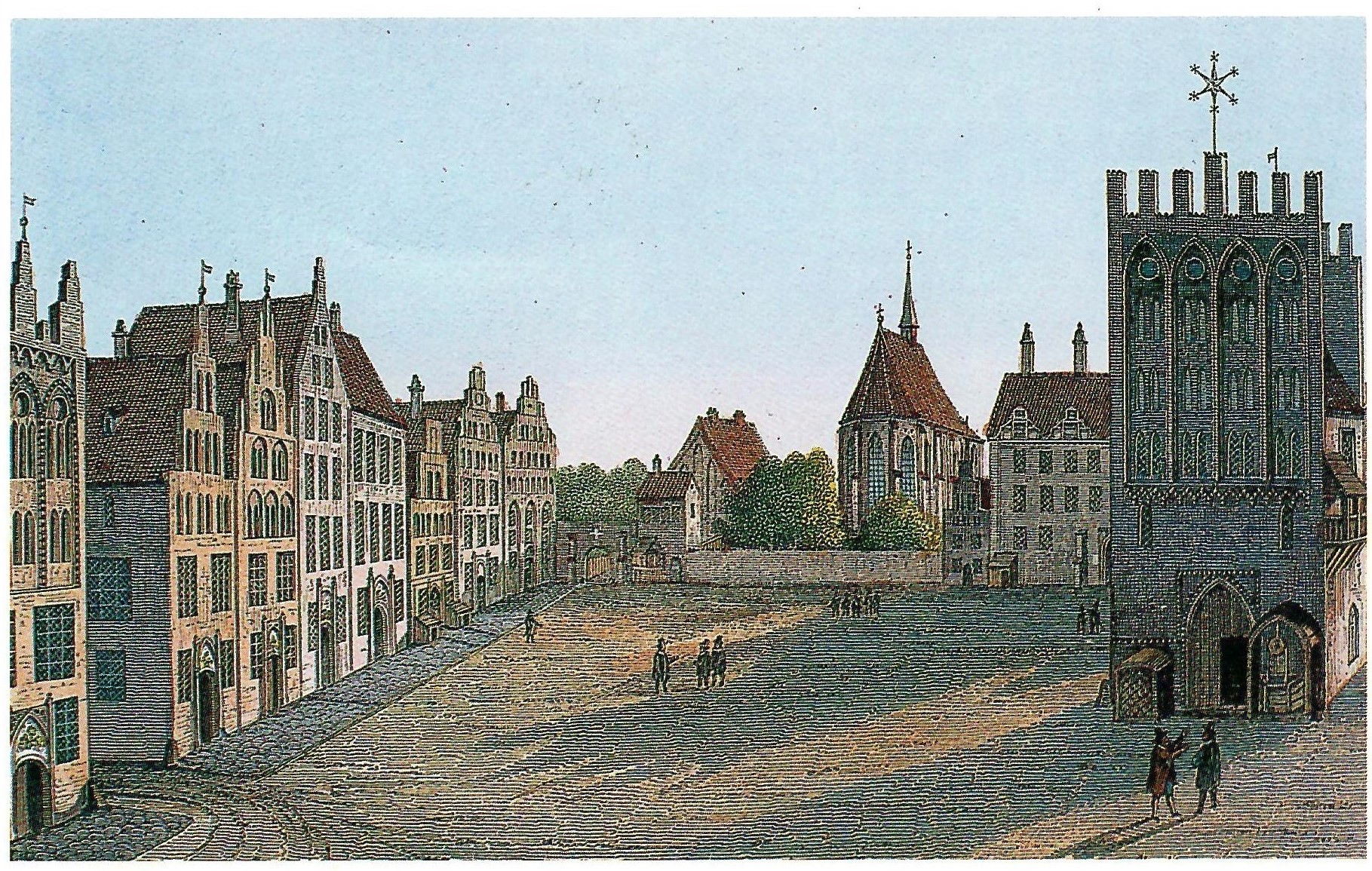
Der Hopfenmarkt um 1585. Rekonstruktion von G. C. F. Lisch nach der Vicke-Schorler-Rolle, 1844

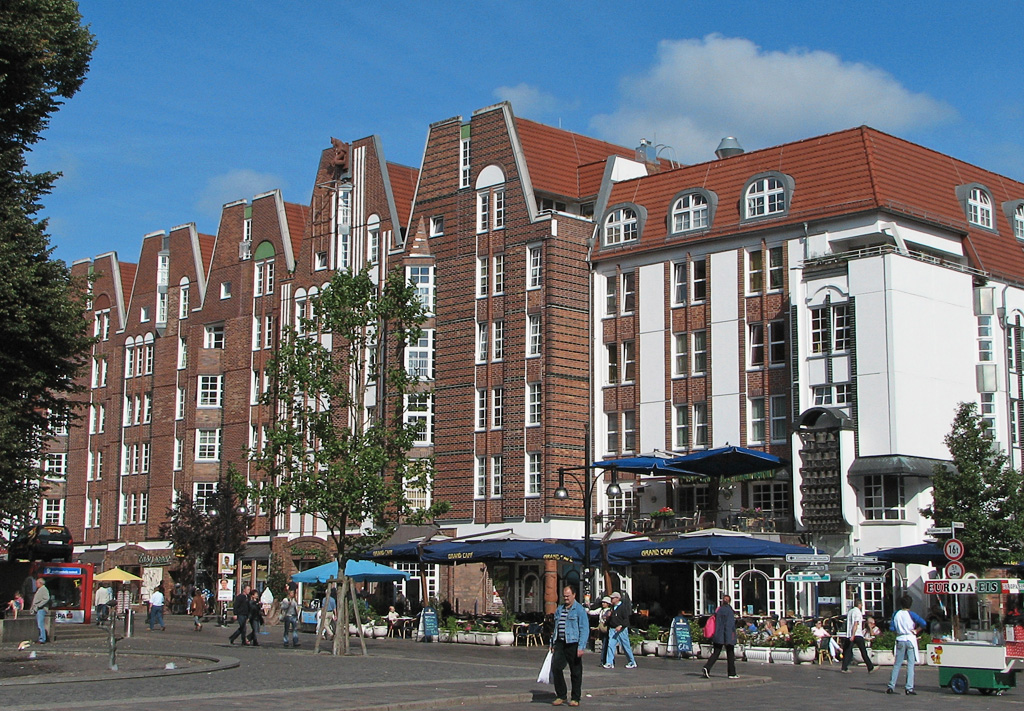
Fünfgiebelhaus am Universitätsplatz

Die Vicke-Schorler-Rolle wird zu Recht als „einmaliges Geschichtsdenkmal für das hansische Rostock und für eine spätmittelalterliche Stadt in Norddeutschland überhaupt“ bezeichnet. Trotz etlicher Ungenauigkeiten und geringer Aussage zur Topografie vermittelt die Komposition doch ein detailreiches Bild der Stadt vor dem großen Rostocker Stadtbrand von 1677. Der verheerenden Vernichtung ganzer Stadtviertel folgten damals tiefgreifende Veränderungen in der Architektur. Später beanspruchten Industrialisierung, Verkehrszunahme und Bevölkerungswachstum mehr Raum, zerstörte der Zweite Weltkrieg 40 Prozent der Bauten im historischen Stadtkern. Durch Vicke Schorler ist bis heute das Erscheinungsbild von 315 Wohnhäusern, der Stadtmauer und ihrer Tore, von Kirchen, Klöstern und Universitätskollegien überliefert. Zu den ersten, die diesen Wert erkannten, gehörte der Schweriner Archivrat Georg Christian Friedrich Lisch. Er veranschaulichte in seiner Publikation Meklenburg in Bildern den Wandel Rostocks durch eine Gegenüberstellung von Blücherplatz 1844 und Hopfenmarkt 1585, beides historische Namen des heutigen Universitätsplatzes. Die Abcontrafactur wurde für Lisch zur Quelle für die Rekonstruktion des Platzes mit den umstehenden Regentien, dem Kloster zum Heiligen Kreuz, dem Weißen Collegium und dem freistehenden Lektorium.

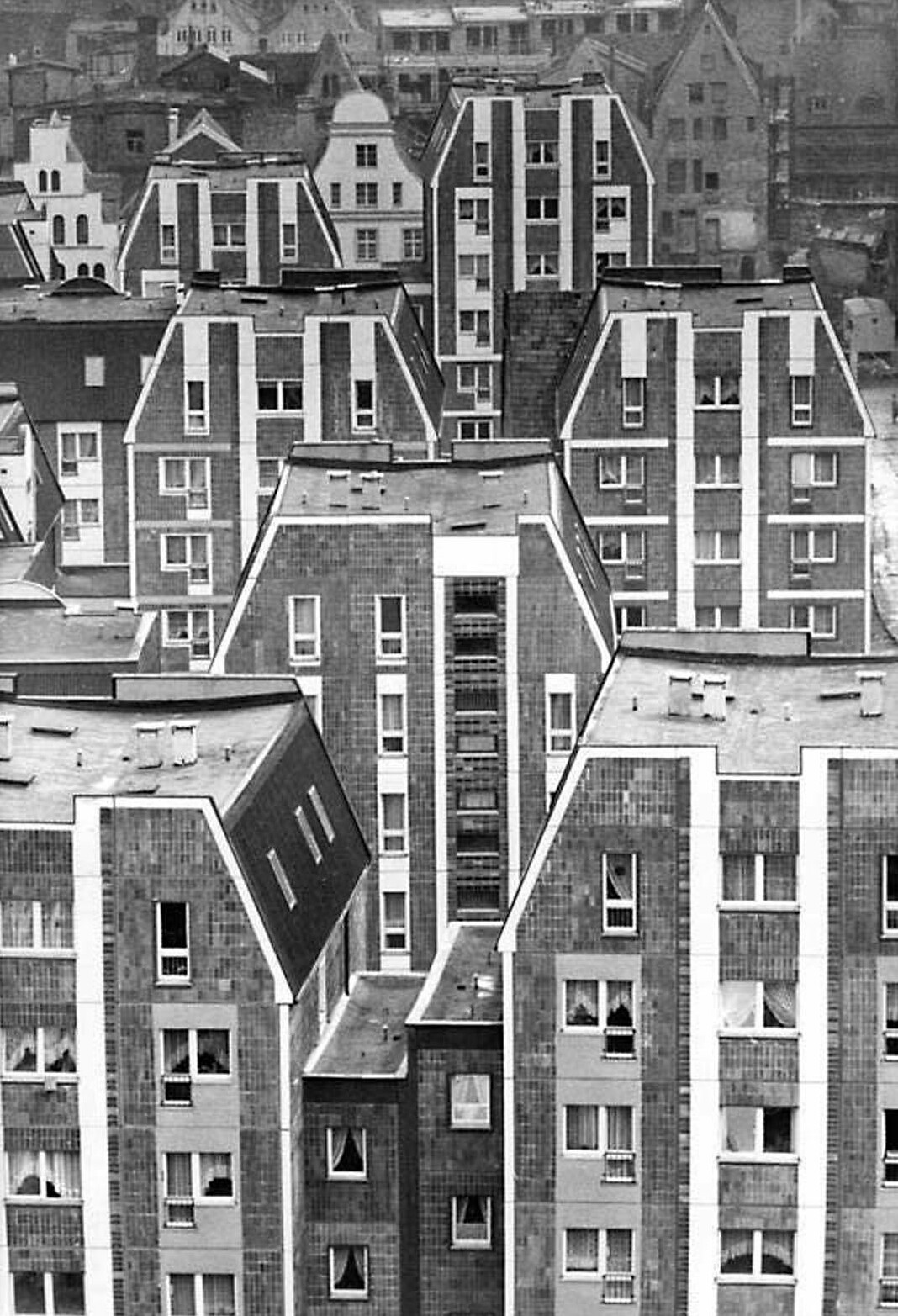
Plattenbauten im Hafenviertel (1985)

In den 1970er-/1980er-Jahren griff man bei der Flächensanierung des durch Vernachlässigung unbewohnbar gewordenen Rostocker Hafenviertels auf die Schorlerschen Zeichnungen zurück. Stadtarchivar Witt dazu im Dokumentarfilm Die Wokrenterstrasse: „Sehr gerne haben sich […] unsere Architekten diese Rolle angesehen, denn es gibt in dieser Rolle Elemente, die sie wiederfinden werden in dem Neubaugebiet nördliche Altstadt, wie zum Beispiel die abgestumpften Giebel.“ Die in der Wokrenterstraße vorgenommene Rekonstruktion alter Häuser wurde aus Kostengründen nicht weitergeführt. Stattdessen entstand das sich westlich anschließende Areal in industrieller Plattenbauweise. Im Unterschied zu den Großwohnsiedlungen reihte man jedoch schmale Einzelgebäude im Wechsel von Giebel- und Traufstellung aneinander und passte ihre Gestaltung der norddeutschen Backsteingotik an. Den Ruf, der Höhepunkt der Sozialistischen Postmoderne in Rostock zu sein, genießt das von Peter Baumbach entworfene Fünfgiebelhaus von 1986. Es ist als Gesamtkunstwerk gestaltet und von der Stadtdarstellung der Vicke-Schorler-Rolle inspiriert.
Auch zur Erstellung des Historischen Informationssystems „Rostock um 1600“ leistete die Bildrolle Schorlers einen entscheidenden Beitrag. Ziel der Philosophischen Fakultät der Universität Rostock war es 2003, im Rahmen des Forschungsprojektes „Städtesystem und Urbanisierung im Ostseeraum der Neuzeit“, die Eigentümer bzw. Besitzer aller Gebäude und Grundstücke innerhalb des damaligen Mauerrings zu identifizieren. Die minuziöse Untersuchung des Schorlerschen Bildwerks hatte folgende Bedeutung ergeben: Durch die Überlieferung verschiedener Bautypen (Backsteingiebelhaus, Fachwerkhaus, Bude) ist die Rolle eine Quelle für die Entwicklung der Bebauungsstruktur Rostocks. Die Vorstellung neuer Haustypen (Doppelgiebelhaus) macht zudem den Übergang von einer im späten 16. Jahrhundert noch von der Gotik geprägten zu einer modernen Stadt des 17. Jahrhunderts deutlich.

### Reproduktionen
Die erste umfassende Beschreibung der Rolle stammt von Ernst Dragendorff. In seinem 1904 erschienenen Beitrag zur Geschichte der Stadt Rostock berichtete der Stadtarchivar zudem, die Rolle sei „vor einigen Jahren“ abfotografiert und „in dieser Form dem Museum des Vereins für Rostocks Alterthümer einverleibt“ worden. Ob die Aufnahmen 1913 zusammen mit „Drucksachen, Handschriften, Siegel und Bilder, an das Stadtarchiv zur Gewährleistung einer besseren Aufbewahrung und zur Erleichterung der Verwaltung des Vereins“ übergeben wurden, konnte noch nicht abschließend geklärt werden. Eine 1933 unternommene „besonders scharfe Neuaufnahme des Ratsarchivs zu Rostock“ dokumentiert den Zustand vor der Restaurierung von 1937/1938 (s. o.).
1939 konnte die Graphische Kunstanstalt Meisenbach, Riffarth & Co. die de facto erste Reproduktion der Abcontrafactur liefern. Das Leporello mit 16 Farbtafeln à 30 × 42 cm in Kupfertiefdruck wies etwa ein Drittel der Länge des Originals auf. Den Druck des von Oscar Gehrig verfassten Textes und den Einband übernahm der Hinstorff Verlag. Die recht hohe Auflage von 3380 Stück war nicht für den Buchhandel bestimmt, sondern alleinig zum Verbleib im Rathaus. Einzelstücke wurden nur verschenkt, nicht verkauft; selbst der Stadtarchivar musste förmlich um ein Exemplar betteln. Der als Herausgeber firmierende Oberbürgermeister Walter Volgmann sah die Edition offenbar als sein eigenes Projekt.
Im Vorwort unterstreicht er das Erscheinen der „würdigen Reproduktion […] in bedeutungsvoller Stunde“ als Beweis der großdeutschen Gesinnung Rostocks: Das erste Exemplar, „auf Pergament geschrieben und in künstlerischem Gewande“,  sei „dem Führer zu seinem fünfzigsten Geburtstage als Zeichen der Dankbarkeit und Treue überreicht“ worden. Keine Erwähnung findet, dass die prachtvolle Faksimile-Ausgabe zu diesem Zeitpunkt wohl noch unfertig war und die fehlenden Bildunterschriften von Hand nachgetragen werden mussten. Das am 20. April 1939 in der Berliner Reichskanzlei präsentierte Exemplar ist verschollen.

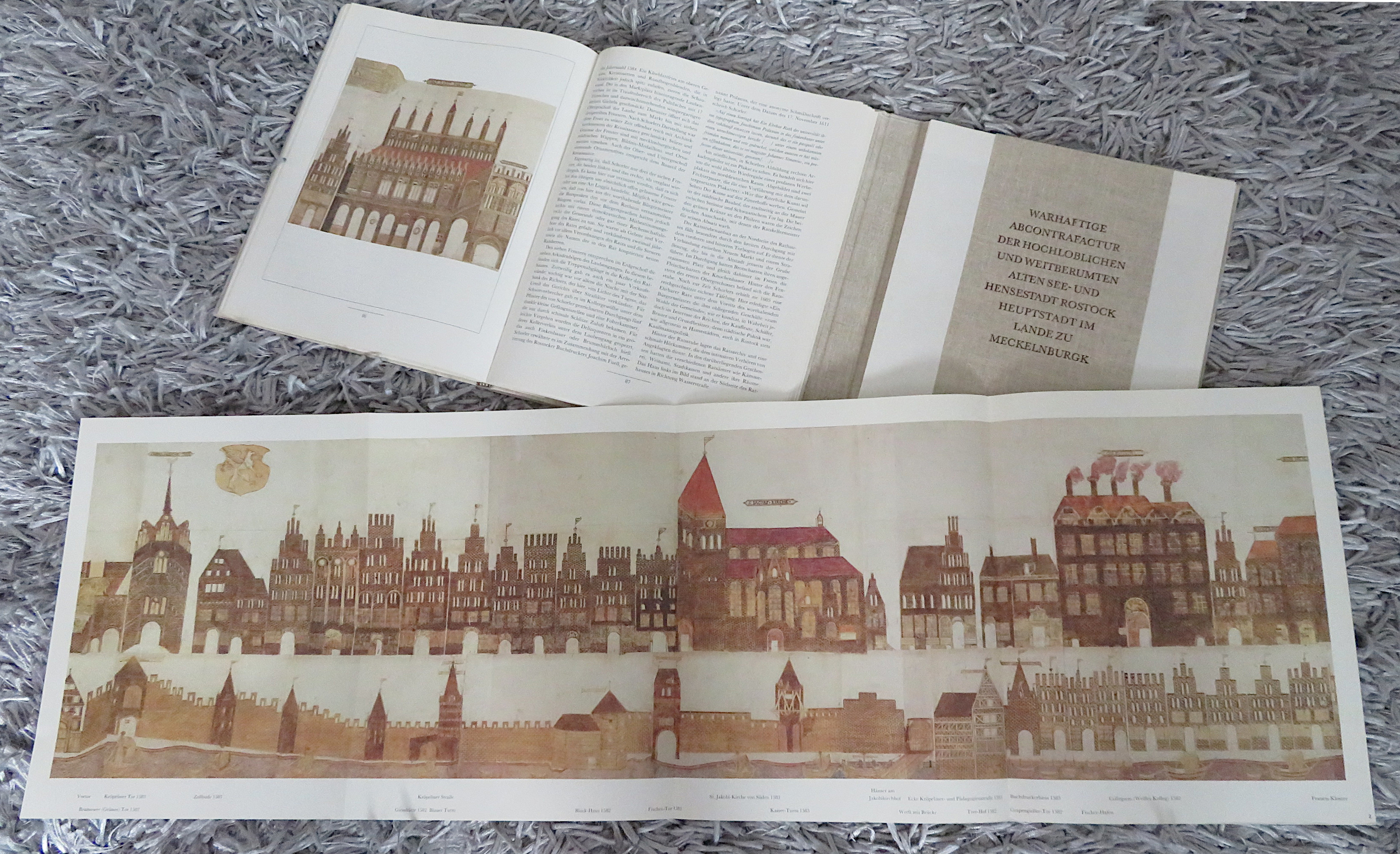
1989 veröffentlichter Titel zur Vicke-Schorler-Rolle

Die 1989 von Horst Witt herausgegebene Buchhandelsausgabe ist weit weniger prächtig als die querformatige Edition der Dreißigerjahre. Zwar ist auch diese Mappe in Leinen gebunden, doch ist der Druck der Farbtafeln ohne Brillanz. Die Reproduktion der historischen Rolle umfasst 9 Tafeln, jede ca. 95 × 30 cm groß und dreifach gefaltet. Bei diesem Werk handelt es sich um die bis heute jüngste Monografie zu Vicke Schorler und seiner Abcontrafactur.

### Interesse der Öffentlichkeit

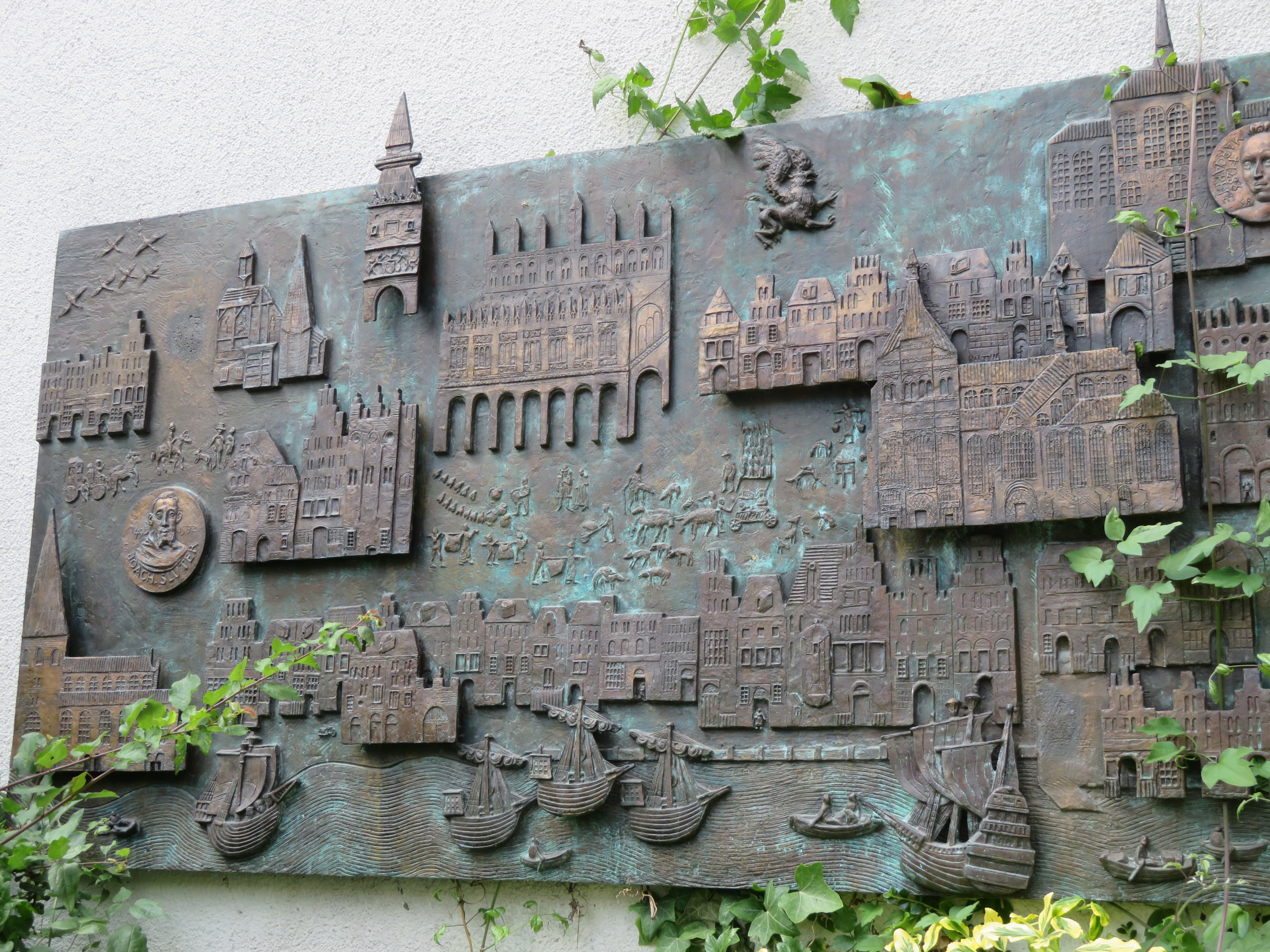
Bronzerelief von 2006 (Detail)

Seit Oktober 2006 ist die Vicke-Schorler-Rolle auch im öffentlichen Raum präsent. Die Rostocker Volks- und Raiffeisenbank ließ am Glatten Aal ein ca. 260 × 80 cm großes, von Jo Jastram und der Rostocker Künstlergruppe MARFA gemeinschaftlich gestaltetes Bronzerelief mit einer eigenen Interpretation der Bildrolle anbringen. Im März 2008 nahm die Hansestadt Rostock den bundesweiten „Tag der Archive“ zum Anlass, das Original einen Tag lang im Rathaus auszustellen. Anlässlich des 800. Stadtgeburtstags setzte man 2018 den Gedanken der Vicke-Schorler-Rolle medial neu um. Im Dokumentarfilm „Vicke Schorler 2.0“ entstand ein städtebauliches Porträt mit 8-Minuten-Beiträgen zu allen Rostocker Ortsteilen. Gesendet wurde die Reihe in tv.rostock.
Das ebenfalls im Rahmen des Stadtjubiläums ins Leben gerufene Kunstprojekt „Vicke Schorler Reloaded“ schaffte es sogar ins Guinness Buch der Rekorde: Rostocker Bürger reihten 45.327 als Giebelhäuser gestaltete Streichholzschachteln zu einer über 1,5 Kilometer langen „Häuserzeile“ auf.
Vom 17. bis 24. Juni 2022 präsentierte das Stadtarchiv Rostock gemeinsam mit dem Kulturhistorischen Museum Rostock der Öffentlichkeit erstmalig die Ergebnisse der 2012 bis 2020 durchgeführten Restaurierung. Gewidmet war die Ausstellung mit dem Titel „19 Meter Rostock“ dem 804. Stadtgeburtstag am Johannistag, an dem Vicke Schorler vor 444 Jahren seine Arbeit begann und vor 436 Jahren beendete.